# Приморска Хърватия
Приморска Хърватия (на хърватски: Primorska Hrvatska) е държава на западните Балкани, съществувала през VII-X век.
Тя възниква в края на VII век, когато хърватите отвоюват Далмация и нейния планински хинтерланд от Аварския каганат. Сведенията от ранния период са ограничени, като първият известен владетел е Порга. В различни периоди княжеството е васално на Франкската и Източната Римска империя, а през 879 година е признато от папа Йоан VIII за самостоятелна държава. През 925 година, обединено с Панонска Хърватия, то става основа на Хърватското кралство.